# Salbia mizaralis
Salbia mizaralis is een vlinder uit de familie van de grasmotten (Crambidae), uit de onderfamilie van de Spilomelinae. De wetenschappelijke naam van deze soort is voor het eerst voorgesteld als Hedylepta mizaralis door Herbert Druce in een publicatie uit 1899.
De soort komt voor in de Verenigde Staten (Florida) en Panama.